# Luigi Santucci
Luigi Santucci (Milano, 11 novembre 1918 – Milano, 23 maggio 1999) è stato uno scrittore, poeta e commediografo italiano.

## Biografia

### La formazione e gli inizi come docente
Consegue la maturità classica nel 1937 presso l'Istituto Leone XIII dei Padri Gesuiti. Nel 1941 si laurea in Lettere Moderne presso l'Università Cattolica di Milano, discutendo con Mario Apollonio una tesi sulla letteratura infantile, pubblicata l'anno successivo con il titolo Limiti e ragioni della letteratura infantile, (Firenze, Barbera, 1942) poi completamente rivista e ampliata in La letteratura infantile (Fabbri editori, 1958). L'opera fu salutata nel 1942 con una nota di consenso da Benedetto Croce, cui non sfuggì la «buona analisi dell'anima dei fanciulli» e che definì l'autore «acuto e accurato».
Il giovane Santucci inizia ad insegnare nelle scuole superiori, prima a Gorizia, poi a Milano, facendo anche da assistente di Apollonio all'Università Cattolica. Nel 1944 a causa della sua opposizione al regime fascista, deve espatriare in Svizzera, dove rimane per alcuni mesi. Rientrato a Milano, partecipa attivamente alla Resistenza, prima con i partigiani della Val Cannobina, in seguito collaborando a Milano alla fondazione del giornale clandestino L'Uomo, accanto a David Maria Turoldo, Dino Del Bo, Camillo De Piaz, Gustavo Bontadini, Angelo Merlin, Angelo Romanò.
Alla fine degli anni Quaranta Santucci collabora con molte autorevoli figure della cultura italiana - tutti suoi futuri grandi amici - come, per citarne alcuni: Carlo Bo, Primo Mazzolari, Vittorio Sereni, Nicola Lisi, Fabio Tombari, Giuseppe Novello, Cesare Angelini. Altri importanti incontri di quel periodo lo influenzano moltissimo, come quelli presso il celebre caffè letterario delle «Giubbe Rosse» di Firenze, dove Santucci incontra Eugenio Montale, Salvatore Quasimodo e Mario Luzi; o quello con Elio Vittorini, che nel 1947 incluse il libro di Santucci, In Australia con mio nonno nella triade del Premio Mondadori accanto a Oreste Del Buono e Milena Milani (l'opera fu edita da Mondadori nello stesso 1947).
Nel 1950 si unisce in matrimonio con Bice Cima. Dalla loro felice unione nascono i quattro figli Michele, Agnese, Raimondo ed Emma.
Dal 1951 al 1955 entra a fare parte dell'organico del Coro A.N.A. di Milano sotto la direzione di Vincenzo Carniel con il quale nel 1954 collabora per la stesura delle parole del canto "La leggenda della Grigna" poi donato al Coro della SAT di Trento che con questo canto vinse il concorso "Stella alpina d'oro" per la migliore esecuzione e per la più significativa composizione corale d'autore.

### Gli inizi dell'attività letteraria
A partire dalla pubblicazione della raccolta di racconti Lo zio prete (Milano, Mondadori, 1951) Santucci si vedrà imporre l'etichetta di “scrittore cattolico”, da lui accolta non senza resistenze, preferendo modificarla in “scrittore cattolico del dissenso”. A questo proposito, in una tarda intervista del 1972 lo scrittore espliciterà la sua posizione:
(Non sparate sui narcisi, intervista a cura di P. Bianucci, «Gazzetta del Popolo», 25 marzo 1972)
E ancora difese tale libera posizione in un'intervista di qualche mese successiva:
(Quesiti a Santucci, intervista a cura di C. Toscani, «Il Ragguaglio librario», settembre 1972)
Tornando agli anni Cinquanta, questi furono un periodo di intensa produzione letteraria: nel 1953 Santucci collaborò con Angelo Romanò per la stesura di Chi è costui che viene? (Milano, Mondadori), nel 1954 la fitta attività saggistico-culturale si manifestò nella stesura de L'imperfetta letizia (Firenze, Vallecchi), mentre per la pubblicazione de Il libro dell'amicizia (Milano, Mondadori, 1960) Santucci fu affiancato da Angelo Merlin.

### La notorietà
Nel 1962 abbandona l'insegnamento per dedicarsi a tempo pieno all'attività di scrittore. Nel 1963, l'anno in cui viene pubblicato per Mondadori Il velocifero, muore la madre Emma, provocandogli un grande dolore.

Nel 1967, dopo essere stato finalista allo stesso premio nel 1964 con Il velocifero, vince il Premio Campiello con Orfeo in paradiso (Milano, Mondadori, 1967).
La lunga e prolifica carriera di Santucci è stata sorretta dall'attenzione e dal prevalente consenso della critica, che non mancò neanche ai suoi testi teatrali. Già nel 1956 con L'angelo di Caino, dramma rappresentato ad Assisi da Giorgio Albertazzi e Gian Maria Volonté in occasione del Premio Pro Civitate Christiana, ottenne molto successo, ma è con l'opera in dialetto milanese Noblesse Oblige (Milano 1966, poi rappresentata nel 1993 da Gianrico Tedeschi) e con Ramon mercedario (Premio Istituto del dramma popolare di S. Miniato, 1981) che afferma soprattutto le sue doti di drammaturgo.
L'affacciarsi degli anni Sessanta fa emergere un nuovo aspetto dello scrittore: attraverso il percorso dei figli segue la stagione delle contestazioni giovanili con fervida immedesimazione, la stessa che lo guida nella stesura di Non sparate sui narcisi (Milano, Mondadori, 1971), in chiave fantastico-allegorica, tipica nell'autore.
Nel 1976 riceve a Varsavia il Premio Pietrzak. Dal 1981 coltiva un'intensa amicizia con mons. Gianfranco Ravasi, in particolare durante le vacanze estive a Guello. Sempre nel 1981 ottiene il Premio Letterario Basilicata con Il bambino della strega.
Agli ultimi anni Novanta risalgono molte opere per bambini e ragazzi tra cui Una strana notte di Natale (Casale Monferrato, Piemme, 1992), Tra pirati e delfini (Milano, Bompiani, 1996), Le frittate di Clorinda (Firenze, Giunti, 1996).

### Morte
Il 23 maggio 1999 muore a Milano, poco dopo l'uscita in libreria della sua ultima opera, Éschaton. Traguardo di un'anima (Novara, Interlinea, 1999).
Quello stesso anno Santucci era riuscito a registrare su nastro una sorta di testamento spirituale e di bilancio della propria esistenza ed esperienza a beneficio dei figli, spronandoli ad affrontare la vita con generosità e raccontando di sé per un'ultima volta:
Perché senza un certo entusiasmo nei nostri confronti è poi quasi impossibile amare gli altri, si va a rischio al contrario d’infiltrare negli altri i nostri squilibri, il nostro scetticismo o addirittura pessimismo sull’umanità. […] E tutto quello che ho avuto l’ho davvero goduto, grazie penso alla mia natura di poeta, l’ho goduto (questo è molto importante) con consapevolezza.»
Il suo archivio è conservato presso il Centro per gli studi sulla tradizione manoscritta di autori moderni e contemporanei dell’Università di Pavia.

## Opere
- Limiti e ragioni della letteratura infantile, Firenze, Barbera, 1942
- Folgore da S. Giminiano, Firenze, Sansoni, 1942
- Misteri gaudiosi, Milano, Gentile, 1946
- In Australia con mio nonno, Milano, Mondadori, 1947
- Lo zio prete, Milano, Mondadori, 1951
- Chi è costui che viene?, in collaborazione con A. Romanò, Milano, Mondadori, 1953
- L'imperfetta letizia, Firenze, Vallecchi, 1954
- Chiara, Milano, I. P. L., 1955
- L'angelo di Caino, Assisi, Pro Civitate Christiana, 1956
- La letteratura infantile, Milano, Fratelli Fabbri Editori, 1958
- Il libro dell'amicizia, in collaborazione con A. Merlin, Milano, Mondadori, 1960
- Leggende cristiane, Milano, F.lli Fabbri Editori, 1962
- Collodi, Brescia, La Scuola, 1961
- Il Velocifero, Milano, Mondadori, 1963
- Donne alla mola, Milano, Bietti, 1965
- Prossimo tuo, Bologna, Ponte Nuovo Editrice, 1963
- Poesie con le gambe corte, Milano, Mursia, 1966
- Alleluja e altre prose natalizie, Ancona, Bucciarelli, 1966
- Poesie alla madre, Milano, Mursia, 1967
- Orfeo in paradiso, Milano, Mondadori, 1967
- Cantico delle cose di Papa Giovanni, Milano, Mondadori, 1968
- Cento storie del regno, Milano, Fratelli Fabbri Editori, 1968
- Se io mi scorderò, Milano, Mondadori, 1969
- Volete andarvene anche voi? Una vita di Cristo, Milano, Mondadori, 1971
- Non sparate sui narcisi, Milano, Mondadori, 1971
- Come se, Milano, Mondadori, 1973
- Utopia del Natale, Brescia, Queriniana, 1974
- Il Mandragolo, Milano, Mondadori, 1979
- Poesia e preghiera nella Bibbia, Torino, Gribaudi, 1979
- Brianza e altri amori, Milano, Rusconi, 1981
- L'uomo del flauto. Gesù racconta ai ragazzi la sua storia, Cinisello Balsamo, San Paolo Edizioni, 1990
- Il bambino della strega, Milano, Mondadori, 1981
- La Lode degli animali, Padova, Messaggero, 1981
- Ramon il mercedario, San Miniato, Istituto del dramma popolare, 1981
- Nostra Lombardia, con M. Pepi, Bergamo, Grafica e Arte, 1982
- Antifascisti perché?, (con L. Bolis, G. Borsellini), Milano, Ed. Scegliere, 1983
- Il ballo della sposa, Cinisello Balsamo, Ed. Paoline, 1985
- L'Almanacco di Adamo, Cinisello Balsamo, Ed. Paoline, 1985
- Il vangelo secondo gli amici, Ancona, Bucciarelli, 1985
- Uomo, Duomo, Controduomo, Banca Popolare di Milano, 1986
- Pellegrini in Terrasanta, Cinisello Balsamo, Ed. Paoline, 1987
- Fuga dall'Egitto, Brescia, L'obliquo, 1991
- Manoscritto da Itaca, Casale Monferrato, Piemme, 1991
- In taverna coi santi, Piemme Editore, 1991
- Una strana notte di Natale, Casale Monferrato, Piemme, 1992
- Il cuore dell'inverno, Casale Monferrato, Piemme, 1992
- L'incantesimo del fuoco. Racconti natalizi, Novara, Interlinea, 1995
- Nell'orto dell'esistenza, Torino, SEI, 1996
- Tra pirati e delfini, Milano, Bompiani, 1996
- Le frittate di Clorinda, Firenze, Giunti, 1996
- Cristo nella nostra sorte di scrittori, Urbino, Quattroventi, 1997
- Il compleanno del bandito, Monte Cremasco, Cartedit, 1998
- Eschaton. Traguardo di un'anima, Novara, Interlinea, 1999
- Con tutta l'amicizia. Carteggio tra Don Primo Mazzolari e Luigi Santucci. 1942-1956, Cinisello Balsamo, Ed. Paoline, 2001
- Autoritratto disegnato con le pagine più significative delle mie opere, a cura di G. Badilini, prefazione di G. Ravasi, Milano, Ancora, 2004
- Confidenze a una figlia curiosa, a cura di Emma Santucci, Milano, Gribaudi, 2007
- Brianza in mongolfiera, Milano, Meravigli edizioni, 2020